# Quantenparallelismus
Der Quantenparallelismus bezeichnet die Fähigkeit eines Quantencomputers, unter den Bedingungen der Superposition und Quantenverschränkung mehrere Rechenoperationen gleichzeitig ausführen zu können und ist der Grund für die höhere Rechenleistung eines Quantencomputers gegenüber einem klassischen Computer (Quantenüberlegenheit), da bei der einmaligen Anwendung eines Quantengatters auf einen Zustand von {\displaystyle n} Qubits insgesamt {\displaystyle 2^{n}} Manipulationen durchgeführt werden, im Gegensatz zu lediglich einer Manipulation eines Logikgatters des klassischen Computers, da die Quantengatter in der Lage sind, mehrere quantenmechanische Zustände zu verknüpfen und ineinander zu transformieren.
Ein klassischer Computer verarbeitet Informationen durch Manipulation von Bits mit Gattern. Beispielsweise ergibt die Anwendung eines Nicht-Gatters auf die Bitfolge [010111] die Bitfolge [101000].
Quantencomputer machen sich die Superposition von Quantenzuständen zunutze. So befindet sich ein Qubit (vor jeglicher Messung) in einem Superpositionszustand
{\displaystyle |\psi \rangle =a\,|0\rangle +b\,|1\rangle }
Dabei werden :{\displaystyle |a|} und :{\displaystyle |b|} (Wahrscheinlichkeits-)Amplituden genannt und sind komplexe Zahlen
mit
{\displaystyle |a|^{2}+|b|^{2}=1}
Eine Messung des Qubits y liefert nun mit einer Wahrscheinlichkeit von :{\displaystyle |a|^{2}} das Ergebnis y = 0 und mit einer Wahrscheinlichkeit von :{\displaystyle |b|^{2}} das Ergebnis y =1. Anschließend befindet sich das Qubit im Zustand 0 oder 1.
Die Anwendung einer Gatteroperation (z. B. NOT) auf diesen Zustand ergibt dann
{\displaystyle |\psi '\rangle =a\,|1\rangle +b\,|0\rangle }
Es wurden also bei einmaliger Anwendung von einer Gatteroperation bereits zwei Manipulationen durchgeführt. Führt man das Ganze weiter und betrachtet einen (verschränkten) Zustand zweier Qubits
{\displaystyle |\psi \rangle =a\,|00\rangle +b\,|10\rangle +c\,|01\rangle +d\,|11\rangle }
so ergibt NOT das Ergebnis
{\displaystyle |\psi '\rangle =a\,|11\rangle +b\,|01\rangle +c\,|10\rangle +d\,|00\rangle }
Man sieht also, dass bei der Nutzung zweier Qubits insgesamt vier Manipulationen durch eine einzige Gatteroperation durchgeführt wurden. Verallgemeinert ergibt sich, dass bei der Nutzung von {\displaystyle n} verschränkten Qubits durch eine Gatteroperation {\displaystyle 2^{n}} Manipulationen vorgenommen werden.
Bei drei Qubits werden also z. B. acht mögliche Bit-Zustände gleichzeitig verwendet (das entspricht 23). Wenn die Anzahl der Qubits vergrößert wird, wächst die Anzahl der Zustände somit nicht linear, sondern exponentiell. Genauer: Mit jedem weiteren Qubit bekommt man eine Verdopplung an darstellbaren Zuständen, welche mit dem Quantenparallelismus gleichzeitig verarbeiten werden können.

## Beispiele
Für n = 100 Bits benötigt ein klassischer Computer 2100 Operationen, also etwa 1030 gegenüber einer einzigen Rechenoperationen des Quantencomputers.
Definiert man für ein klassisches System etwa {\displaystyle 10^{9}} Rechenoperationen pro Sekunde, so bräuchte es dafür rund 1014 Jahre.
Auch ein extrem langsamer Quantencomputer mit einer Gatterschaltzeit von einer Sekunde würde das Ergebnis hingegen in einer Sekunde bereitstellen.
Mit 50 Qubits können 250 (mehr als 1.000.000.000.000.000 (eine Billiarde)) Zustände in einem Quantenregister dargestellt werden und mit 300 Qubits mehr als es Atome im bekannten Universum gibt.